# V429 Большого Пса
V429 Большого Пса (лат. V429 Canis Majoris) — двойная затменная переменная звезда типа W Большой Медведицы (EW) в созвездии Большого Пса на расстоянии приблизительно 5610 световых лет (около 1720 парсеков) от Солнца. Видимая звёздная величина звезды — от +13,5m до +13,05m. Орбитальный период — около 0,7068 суток (16,962 часов).